# Олдржих (князь Чехії)
Олдржих (*Oldřich, бл. 975 — 9 листопада 1034) — князь Чехії у 1012—1033, 1034 роках з династії Пржемисловичів. Німці називали його Удальріх.

## Життєпис

### Боротьба за владу
Походив з династії Пржемисловичів. Син Болеслава II, князя Богемії, та Емми Мельник. Про навчання та молоді роки відомостей замало. У 999 році втратив батька.
У 1001 році старший брат Болеслав III спробував задушити Олдржиха в лазні, але останній врятувався й разом з братом Яромиром втік до баварського двору, оселившись у Регенсбурзі. Невдовзі за підтримки частини шляхти Олдржих зміг повернутися на батьківщину. Однак Болеслав III зібрав військо і знову вигнав його з країни.
Олдржих повернувся до Німеччини, де користувалися заступництвом імператора Генріха II. Останній 1004 року допоміг брату Олдржиха — Яромиру — посісти князівський трон. Тоді ж повернувся до Чехії Олдржих. Отримав від нового князя Жатецьку волость. Поки Яромир ходив у походи з імператором, Олдржих зміцнював свій вплив в Чехії, і в 1012 році повалив князя Богемії. Олдржих визнав верховну владу імператора, але неодноразово намагався від неї позбутися.

### Князювання
Спочатку зміцнював центральну владу, жорстоко придушуючи опозицію. Придушивши повстання 1014 року на користь поваленого Яромира, стратив насамперед багатьох представників впливового роду Вршовців, які претендували на чеський трон.
Зміцнивши владу Олдржих зайнявся розширенням меж свого князівства: 1015 року зазнав поразки при спробі відвоювати Моравію у Польщі, 1017 року відбив напад польського короля Болеслав Хороброго, 1019 року зумів відвоював у Польщі Моравію, яка відтепер була приєднана до Чеської державі. Управляти Моравією князь доручив синові Бржетіславу. Втім спроба завоювати північну Угорщину (сучасна південна Словаччина) в 1030 року натрапила на опір з боку угорських володарів.
У 1033 році Олдржих погиркався з імператором Конрадом II внаслідок небажання виступати проти Польщі. Водночас богемський князь надав підтримку польському володарю Мєшко II. Олдржиха було викликано на імперський з'їзд до Мерзенбургу, на який князь не з'явився. Імператор відправив до Чехії військо на чолі з принцом Генріхом. Зрештою Олдржиха було повалено, а на його місце посаджений звільнений з полону Яромир.
Навесні 1034 року Олдржих несподівано отримав свободу і повернувся в Чехію, де повинен був розділити владу з братом Яромиром і сином Бржетіславом. Замість цього Олдржих засліпив брата і кинув його до в'язниці, а сина вигнав з країни. Але вже восени того ж року Олдржих раптово помер, можливо його було вбито, оскільки в подальшому виявлено сліди від важкого удару на черепі.

## Родина
Ім'я законної дружини Олдржиха невідомо. Цей шлюб був бездітним. Однак в Середні століття була широко поширена історія романтичного кохання князя Олдржиха і простої селянки Божени, яка стала його другою дружиною. Це було відображенням поганських традицій, коли багатоженство не вважалося чимось ганебним. Від цього зв'язку в Олдржиха народився син Бржетіслав (1002/1005-1054).